# عبد الناصر رشيد
عبد الناصر رشيد هو سياسي أمريكي يشغل منصب عضو مجلس النواب في ولاية إلينوي عن الدائرة 21 منذ عام 2023. هزم راشد، وهو ديمقراطي، المرشح الحالي مايكل جيه زاليفسكي في الانتخابات التمهيدية. تشمل المنطقة الجانب الجنوبي الغربي والضواحي الجنوبية الغربية.
عبد الناصر هو أول فلسطيني أمريكي يخدم في الجمعية العامة لولاية إلينوي وهو أول عضو مسلم فيها، إلى جانب نبيلة سيد.

## الحياة المبكرة والتعليم
وُلِد عبد الناصر في شيكاغو، إلينوي. حصل على درجة البكالوريوس في الآداب من جامعة هارفارد ودرجة الماجستير في إدارة الأعمال في المالية والاقتصاد من كلية بوث للأعمال بجامعة شيكاغو.

## حياة مهنية
عمل عبد الناصر في الحملة الانتخابية لتشوي جارسيا لمنصب عمدة المدينة عام 2015 وفي الحملة الرئاسية لبرني ساندرز عام 2016. كما عمل نائبًا لرئيس هيئة موظفي كاتب مقاطعة كوك ديفيد أور لمدة عامين.
في عام 2018، ترشح عبد الناصر دون جدوى لعضوية لجنة مقاطعة كوك للمنطقة السابعة عشرة، وخسر بفارق ضئيل أمام المرشح الجمهوري الحالي شون موريسون بنسبة 1.14% من الأصوات. في عام 2020، ترشح دون جدوى لمجلس مراجعة مقاطعة كوك.
وقد نصح عبد الناصر بتغيير اسمه إلى "ناس" والتقليل من أهمية خلفيته من أجل جذب الناخبين الذين لديهم تحيزات ضد العرب أو الأجانب المفترضين.

## التاريخ الانتخابي
| الحزب       | الحزب       | المرشح          | الأصوات | %     |
| ----------- | ----------- | --------------- | ------- | ----- |
|             |             | عبد الناصر رشيد | 4٬214   | 52.3  |
|             |             | مايكل زاليوسكي  | 3٬838   | 47.7  |
| Total votes | Total votes | Total votes     | 22٬059  | 100.0 |

| الحزب       | الحزب       | المرشح          | الأصوات | %     |
| ----------- | ----------- | --------------- | ------- | ----- |
|             |             | عبد الناصر رشيد | 14٬800  | 65.9  |
|             |             | ماثيو شولتز     | 7٬644   | 34.1  |
| Total votes | Total votes | Total votes     | 49٬609  | 100.0 |